# Иван Хаджимангов
Иван Хаджимангов (на гръцки: Ιωάννης Χατζημάγκας, Йоанис Хадзимангас) е гъркомански андартски деец от Западна Македония.

## Биография
Иван Хаджимангов е роден в костурското село Апоскеп, тогава в Османската империя, днес в Гърция. Водач е на гъркоманската партия в Апоскеп. Сътрудничи с митрополит Филарет Вафидис и с наследилия го Герман Каравангелис. В 1900 година отива в Атина, където с информация от Зисо Узунов помага на властите да заловят двама дейци на българския комитет. Тъй като след това връщането му в Апоскеп става невъзможно, се установява в Костур. Продължава да служи на гръцката пропаганда като ятак и куриер. В 1907 година предава на властите четата на Митре Влаха и впоследствие войводата загива. Обявен е за агент от ІІІ ред.